# Ivan Remarenco
Ivan Remarenco (ur. 7 sierpnia 1988) – mołdawski judoka, od 2013 roku reprezentujący Zjednoczone Emiraty Arabskie. Trzykrotny olimpijczyk. Zajął siedemnaste miejsce w Londynie 2012, Rio de Janeiro 2016 i Tokio 2020. Walczył w wadze średniej i półciężkiej.
Brązowy medalista mistrzostw świata w 2014; uczestnik zawodów w 2011, 2013, 2017, 2018 i 2019. Startował w Pucharze Świata w 2009, 2011, 2012 i 2014. Piąty na igrzyskach azjatyckich w 2018, a także na mistrzostwach Azji w 2021. Trzeci na igrzyskach solidarności islamskiej w 2017 roku.

## Letnie Igrzyska Olimpijskie 2012
| Konkurencja | Eliminacje              | Klas. końcowa |
| Konkurencja | Przeciwnik I            | Miejsce       |
| ----------- | ----------------------- | ------------- |
| 90 kg       | Kiriłł Dienisow (RUS) P | 17.           |

## Letnie Igrzyska Olimpijskie 2016
| Konkurencja | Eliminacje             | Klas. końcowa |
| Konkurencja | Przeciwnik I           | Miejsce       |
| ----------- | ---------------------- | ------------- |
| 100 kg      | Iljas Bu Jakub (ALG) P | 17.           |

## Letnie Igrzyska Olimpijskie 2020
| Konkurencja | Eliminacje             | Klas. końcowa |
| Konkurencja | Przeciwnik I           | Miejsce       |
| ----------- | ---------------------- | ------------- |
| 100 kg      | Shady El Nahas (CAN) P | 17.           |